# سريكانث كيدامبي
سريكانث كيدامبي (مواليد 7 فبراير 1993) هو لاعب ريشة طائرة هندي، حصل على الميدالية الفضية في بطولة العالم لكرة الريشة 2021.

## وصلات خارجية
- سريكانث كيدامبي على موقع BWF.tournamentsoftware.com (الإنجليزية)
- سريكانث كيدامبي على موقع BWFbadminton.com (الإنجليزية)
- سريكانث كيدامبي على موقع اللجنة الأولمبية الدولية (الإنجليزية)
- سريكانث كيدامبي على موقع أوليمبيديا (الإنجليزية)
- سريكانث كيدامبي على موقع اتحاد ألعاب الكومنولث (مؤرشف) (الإنجليزية)